# Gerardo González Vernaza
Gerardo González Vernaza (Santiago, provincia de Veraguas; 13 de abril de 1929 - Ciudad de Panamá; 21 de octubre de 2006) fue un político y economista panameño. Fungió como ministro, diputado y vicepresidente de Panamá.

## Primeros años
Se graduó de la Universidad de Panamá como licenciado en Economía, especializándose luego en la Universidad de Chile en el campo de la Estadística para el Desarrollo y la Planificación. Posteriormente, tomó un posgrado en Economía y Administración Pública en Perú.
Luego de volver a Panamá, fungió como funcionario en la Contraloría General de la República en varios cargos desde 1957 hasta 1969.

## Carrera política
Con la llegada del régimen militar, fue nombrado viceministro de Comercio e Industrias en abril de 1969, y luego en 1972 fue nombrado como el primer ministro de Desarrollo Agropecuario. Con el beneplácito del Consejo General del Estado, fue escogido como vicepresidente de Demetrio Basilio Lakas en 1975 y ocupó como Presidente Encargado del 4 al 12 de marzo de 1976. También fue asesor en las negociaciones de los Tratados Torrijos Carter.
En 1979, fue fundador del Partido Revolucionario Democrático y obtuvo el beneplácito de Omar Torrijos. Fue elegido legislador de la Asamblea Nacional dentro del período 1989-1999 y fue presidente de la Asamblea entre los años 1997 y 1999. Tras la caída del régimen militar, González se convirtió en un duro opositor del presidente Guillermo Endara.
En 2004 fue elegido diputado del Parlamento Centroamericano, cargo que tuvo hasta su fallecimiento.

## Condecoraciones
- Medalla Justo Arosemena (2007, post mortem)[4]